# Matilda Cuomo
Matilda Cuomo, nacida Mattia Raffa, (16 de septiembre de 1931) es una defensora de los derechos de mujeres y niños estadounidense, ex primera dama de Nueva York entre 1983 y 1994 y matriarca de la familia Cuomo. Es la viuda del gobernador de Nueva York, Mario Cuomo. La fundadora del Child Advocacy Group Mentoring USA, Cuomo fue incluida en el National Women's Hall of Fame en 2017.

## Trayectoria
Sus padres, Mary (Gitto) y Charles Raffa, habían emigrado a los Estados Unidos desde Sicilia. La madre de Cuomo intentó registrar a su hija para el jardín de infantes en una escuela primaria de Brooklyn. Sin embargo, el director y el secretario de la escuela expulsaron a ambos del registro porque su madre solo podía hablar italiano en ese momento. Años más tarde, Cuomo recordó al secretario que gritaba: "Haz que la Sra. Raffa salga de aquí y dígale que puede volver cuando hable inglés "a su madre". Durante la escuela primaria, los maestros de Raffa la llamaron Matilda, en lugar de su nombre de nacimiento, que era Mattia, que aceptó inicialmente por miedo. El nombre se le adhirió y ella ha usado a Matilda desde entonces. 
Conoció a su esposo Mario Cuomo en 1951 en la cafetería de la Universidad de San Juan en Queens, y estuvo con él durante 64 años hasta su muerte en 2015. Ella se graduó de la Universidad de Maestros de la Universidad de St. John. La pareja tuvo cinco hijos juntos, uno de los cuales es Andrew Cuomo, el gobernador número 56 de Nueva York. Cuomo fundó Mentoring USA, que trabaja para crear relaciones de mentores para jóvenes de 7 a 21 años. Entre 1983 y 1995, fue primera dama del estado de Nueva York. Presidió la iniciativa del Decenio del Niño del Estado de Nueva York.

## Reconocimientos
Cuomo recibió el primer Premio al Liberty Partnerships Program Lifetime Achievement por su trabajo.